# Ахатларски акведукт
Ахатларският акведукт или Воденичният мост  (на гръцки: Γεφύρι στο Μύλο, Γεφύρι Αχατλάρ) е стар каменен акведукт в Егейска Македония, Гърция, в изоставеното кушнишко село Ахатлар (Микрохори).
Мостът е разположен на Чинар дере (Платанорема) в руините на бившето село Ахатлар, над Исирли (Платанотопос). Името му идва от старата воденица, която се е намирала малко по-високо. Това е акведукт, построен през османския период, за транспортиране на вода до Исирли. Устната традиция гласи, че е построен от турски бей на Ахатлар като сватбен подарък на дъщеря му, която се омъжила в съседното Исирли.
Мостът е положен върху здравите скали на потока и е дълъг 36 m, а широчината му в горната част е само 80 сантиметра. Има две арки, една главна и една спомагателна, с големина на сводовете съответно 6,2 и 2,2 m. Основната арка е с ред камъни, а по-малката, по-елегантна и спретната, има втори по-тънък ред камъни, който стърчи. Палубата му е покрита с цимент за защита на тръбопровода, докато по свода и стените му могат да се видят някои груби дейности по поддръжката. Той остава функционален и до днес, като помага за транспортирането на вода до владенията Исирли.